# Gerhard Krüger
Pour les articles homonymes, voir Krüger.
Gerhard Krüger est un philosophe allemand, né le 30 janvier 1902 à Berlin-Wilmersdorf et décédé le 14 février 1972 à Baden-Baden. Élève de Nicolai Hartmann  et de Heidegger, il fut l’ami de Rudolf Bultmann, de  Hans-Georg Gadamer, de Karl Löwith et de Leo Strauss. Il se convertit au catholicisme après avoir des échanges approfondis avec le cardinal et théologien catholique Romano Guardini.

## Biographie
Gerhard Krüger étudie la philosophie à Iéna, Tübingen et à Marbourg auprès de Paul Natorp, de Nicolai Hartmann et de Martin Heidegger. Il soutient sa thèse de philosophie sur Kant, en 1925, sous la direction de Nicolaï Hartmann. Après son habilitation en 1929 à Marbourg, il devient d’abord Privatdozent avant de recevoir une chaire à Münster (1940). En 1944 sur invitation de l'Institut Allemand de Bordeaux, il fait une conférence à la Faculté des Lettres sur « La conception nietzschéenne de l'homme ». En 1946, il accepte un poste à Tübingen et part ensuite en 1952 à Francfort. Il y enseigne jusqu’en 1953, année où, victime d’une congestion cérébrale, il est conduit à abandonner ses tâches universitaires. Son enseignement et ses publications portent sur l’histoire de la philosophie, la philosophie de l'histoire et la métaphysique.

## Philosophie
Hans-Georg Gadamer raconte, dans l'article nécrologique consacré à Krüger, que celui-ci était d'une prodigieuse vivacité d'esprit. Dans un séminaire de Paul Natorp, en 1920, celui-ci, plongé dans sa pensée : 
 « cherchait comment sortir du méthodologisme de l'École de Marbourg pour s'évader dans l'ensemble d'une « logique générale » et montrer la voie aux jeunes qui se pressaient autour de lui. Un jeune étudiant pâle, venu de Tübingen, mais qui était visiblement un berlinois, demanda la parole et montra avec une précision succincte comment la réflexion sur soi s'empêtre en elle-même. C'était Gerhard Krüger ».
Très tôt, et avant de publier sur Kant et Platon, Krüger, influencé par les séminaires de Heidegger, s'intéresse à la théologie et aux discussions sur l'existentialisme autour de Kierkegaard; il s'oppose en particulier au célèbre écrit du théologien protestant Karl Barth sur l'Épître aux Romains  de saint Paul. Disciple de Rudolf Bultmann, il prit part au renouveau de la problématique théologique, alors que la théologie dialectique critiquait la théologie historique libérale.

### Expérience du monde et historicité
Dans ses remarques critiques sur l'article de Karl Barth, il pose la question suivante :  « comment le croyant est-il situé dans l'histoire temporelle ? »
Dans ses trois textes majeurs (dont seul le premier a fait l'objet d'une traduction française) - son livre sur Kant, son essai sur Descartes (Die Herkunft des philosophischen Selbstbewusstseins - L'origine de la conscience de soi philosophique) dans lequel il montre que celui-ci n'est pas le philosophe chrétien que l'on croit, et son livre sur Platon (Einsicht und Leidenschaft - Compréhension et passion), dont les 70 pages de l'introduction montrent comment le concept grec de raison s'appuie sur un arrière-plan religieux - la même question est traitée de manière fondamentale : quels sont les rapports entre la foi, la raison et l'expérience que nous avons du monde ?
Un des éléments de réponse à cette question se trouve dans le caractère classique de la pensée de Krüger à l'égard de la pensée humaine, qui apparaît chez lui comme une expérience unitaire. Contre l'historicisme, Krüger défend l'idée que la pensée peut jeter son regard au-delà des circonstances présentes :
 « Malgré notre modernité, nous demeurons des hommes comme ceux qui ont vécu dans tous les temps et par suite nous pouvons non seulement comprendre historiquement Platon et les autres penseurs du passé, mais aussi les répéter concrètement. Nous nous rencontrons avec tous ceux qui, en reconnaissant un monde unitaire, ont jeté en même temps les yeux au-delà des limites de leur situation historique ».
Ces positions, y compris celle qu'il prit selon laquelle, dans la Querelle des Anciens et des Modernes, on pouvait avoir des raisons de passer du côté des « Anciens », ont pu le rapprocher d'un penseur comme Leo Strauss.